# Alleanza mondiale delle Chiese riformate
L'Alleanza mondiale delle Chiese riformate (World Alliance of Reformed Churches, WARC) è un'alleanza mondiale che raccoglie le chiese cristiane nate dall'ispirazione calvinista, siano esse propriamente riformate, presbiteriane o congregazionaliste. Ha sede a Ginevra.
Fondata nel 1970 dall'unione delle alleanze internazionali presbiteriana e congregazionalista, è composta da 218 chiese rappresentanti di 107 paesi e di circa 75 milioni di fedeli. Membro italiano è la Chiesa evangelica valdese, che, dopo la riforma protestante nel XVI secolo, ha assorbito la teologia calvinista ed è diventata il ramo italiano delle chiese riformate.